# Akaemenides

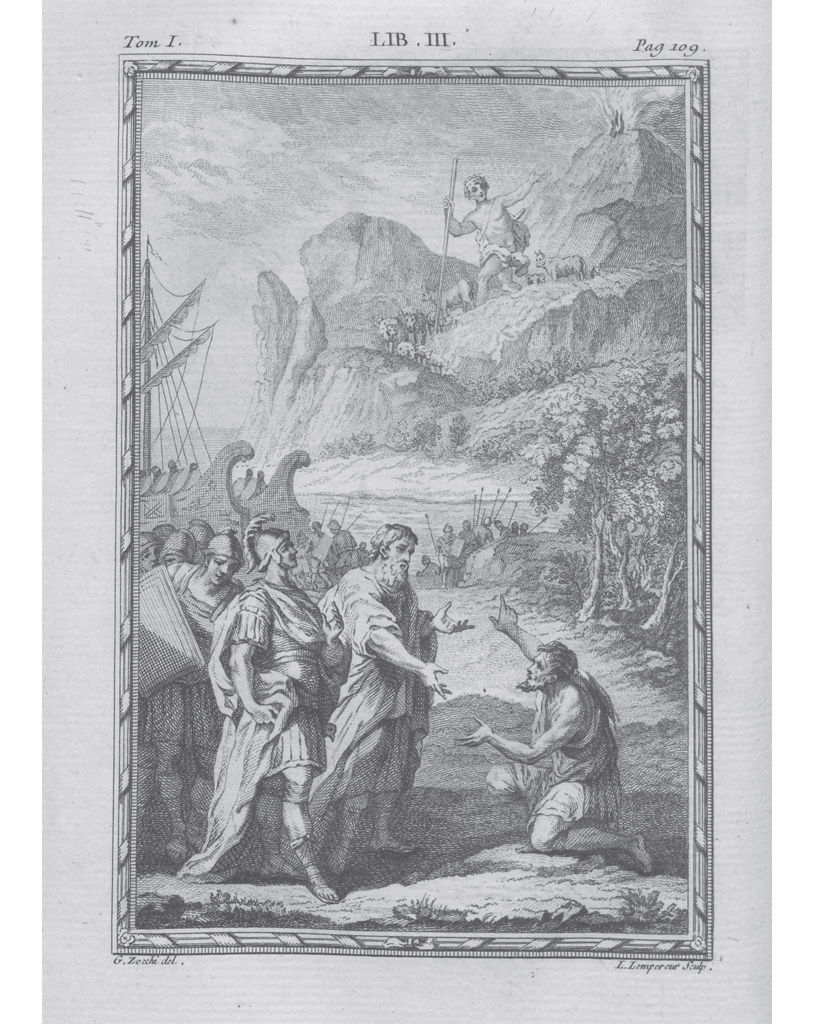

Akaemenides är en person inom den grekiska mytologin. Han var en av Odysseus följeslagare, som blev kvar på Sicilien med cykloperna. Han togs med av Aeneas då denne kom till ön.